# اولگا اهتینن
اولگا اهتینن (انگلیسی: Olga Ahtinen؛ زادهٔ ۱۵ اوت ۱۹۹۷) بازیکن فوتبال اهل فنلاند است.
وی همچنین در تیم ملی فوتبال زنان فنلاند بازی کرده‌است.